# ATI Technologies
ATI Technologies Inc. (з 2007 року — підрозділ AMD Graphics Products Group) — один із найбільших виробників та постачальників графічних процесорів у світі. Заснована у 1985 як Array Technologies Inc., а з 1993 році стала публічною компанією. У 2006 році ATI була придбана корпорацією AMD та перейшла до її складу як графічний підрозділ AMD Graphics Products Group; продукція ATI продовжувала випускатися під колишнім брендом. З кінця 2010 року вся продукція випускається під маркою AMD.

## Історія
- 20 серпня 1985 року — заснована компанія Array Technology Inc. Потім протягом п'яти місяців змінила назву спочатку на Array Technologies Inc., а потім (18 грудня1985 року) на ATI Technologies Inc. Основним напрямком бізнесу було постачання вбудованих графічних рішень для великих виробників ПК, таких, як IBM та Commodore.
- 1987 року компанія стала незалежним виробником графічних адаптерів.
- В 1991 році випустили Mach 8 — перший у світі відеопроцесор, здатний обробляти графіку без допомоги CPU. Через рік з'явився Mach 32, здатний також прискорювати роботу графічного інтерфейсу.
- В листопаді 1993 році компанія стала відкритим акціонерним товариством. Її акції почали продаватися на фондовій біржі Торонто.
- В 1994 році випущений прискорювач Mach 64.
- В квітні 1998 року компанія признана лідером на ринку графічних рішень за даними International Data Corporation (IDC).
- В листопаді 1998 року президент компанії К. І. Хо став підприємцем року в Канаді а в грудні увійшов в число 25 найбільших підприємців світу за версією Business Week Magazine.
- В липні 1999 року річний прибуток компанії склав один мільярд доларів США.
- 2000 — компанія випускає графічний процесор Radeon.
- 2002 — в січні компанія виходить на ринок графічних процесорів для мобільних телефонів та інших портативних пристроїв, випустивши IMAGEON.
- 2003-2004 — випущені відеокарти Radeon X300-X800 на шині нового стандарту PCI Express.
- 2004 — річний прибуток компанії перевищив два мільярди доларів США.
- 2005-2006 — випуск нового сімейства відеокарт Radeon X1300-X1900.
- 2006 — ATI Technologies була придбана американською компанією AMD шляхом викупу всіх її акцій за $5,4 млрд. 25 жовтня 2006 року ATI офіційно стала підрозділом AMD.
- У 2007 році AMD оголосили, що сформований на базі ATI Technologies підрозділ буде називатися AMD Graphics Products Group всередині компанії. При цьому головний бренд ATI, Radeon, збережеться в назвах майбутніх відеокарт.
- 10 вересня 2009 анонсовано технологію Eyefinity, яка забезпечує спільне підключення кількох дисплеїв до персонального комп'ютера.

## Продукція
На додаток до розробки високоякісних (GPU) — графічних процесорів (спочатку в ATI називали VPU, візуальний процесор (visual processing unit)) для ПК, ATI також розробляють вбудовані версії GPU для портативних комп’ютерів (Mobility Radeon), кишенькових комп'ютерів та мобільних телефонів (Imageon), та інтегровані графічні рішення для материнських плат, телевізійних приставок (Xilleon) та інші.
ATI рекламують деякі зі своїх продуктів із вигаданою героїнею «Рубі», «наймит за гроші». Комп’ютерне анімаційне відео про Рубі генерується RhinoFX, і відображає героїню на місіях (снайперкою, диверсанткою, хакером і т.д.). Представляються на великих технологічних виставках, таких, як CeBIT, CES.

### Комп'ютерні графічні чипсети

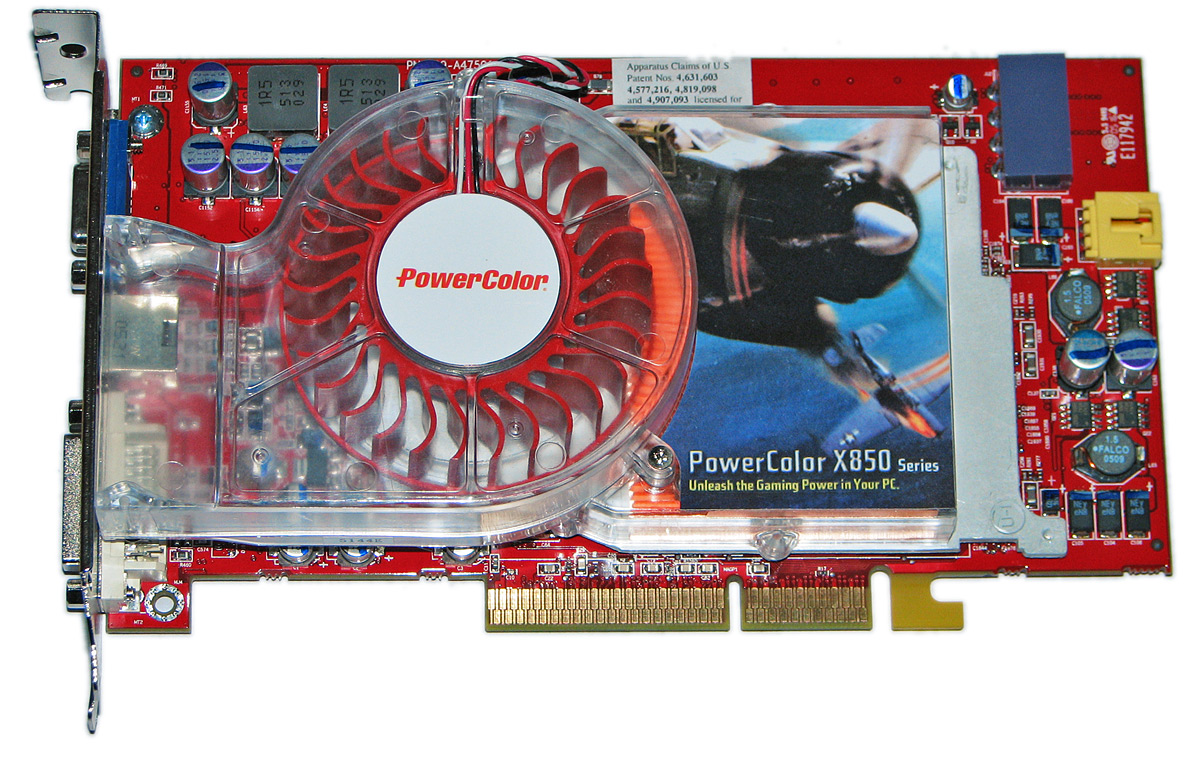
Графічна карта серії Radeon X850XT.

- Графічні Рішення — серія 8-бітових ISA картки із MDA-, CGA- чи CGA- сумісними графічними стандартами. Пізніші версії підтримували і EGA режим роботи.
- EGA / VGA Wonder — IBM «EGA/VGA-сумісні» графічні адаптери (1987).
- Серія Mach — представлений вперше ATI «Віконний Прискорювач» із 2D графічним інтерфейсом. Так як серія розвивалася, графічне прискорення значно вдосконалювалося і так з'явилися перші відео акселератори.
- Серія Rage — перші ATI 2D і 3D чипи. Ця серія є еволюційним продовженням недосконалого 3D із 2D прискоренням графічного інтерфейсу та сумісні із MPEG-1 форматом, висококонкурентноздатні до Direct3D, 6 прискорювачів були «найкращими в класі» DVD (MPEG-2) акселераторами. Різні чипи цієї серії були дуже популярними в OEM виробників того часу. Rage II використовувався в перших All-In-Wonder мультифункціональних відеокартах, представлених ATI, ця серія розвивалася і надалі базувалася на чипах Rage (1995—2004).
  - Rage Mobility — розроблені для використання у середовищах із малою потужністю, наприклад, у ноутбуках. Ці чипи були функціонально подібні до їх настільних аналогів, але додатково забезпечувалися розширеним керуванням живлення, LCD інтерфейсом, підтримкою роботи з двома моніторами.

- Серія Radeon — розпочата в 2000; лінійка Radeon є брендом ATI і позиціонується, як 3D прискорювачі для широкого кола споживачів. Першим ATI відеоприскорювачем рівня DirectX 7, де з'явився повністю апаратний двигун для обробки трансформацій та освітлення був Radeon DDR. Компанія завжди випускає 'Pro'-версії своїх продуктів із вищою частотою, іноді екстремальні 'XT' версії, і з недавнього часу ще й 'XT Platinum Edition (PE)' та 'XTX'. Чипи Radeon стали основою для багатьох All-In-Wonder відеоплат.
  - Mobility Radeon — серія енергооптимізованих версій Radeon-івських графічних чипів для використання в ноутбуках. В них також застосовувалися такі інноваційні рішення, як модульовані чипи RAM, DVD (MPEG2) прискорення, сокет, для ноутбукових графічних карток і «PowerPlay[en]» — технологію керуванням живлення.
  - ATI CrossFire — ця технологія була відповіддю ATI на розробку Nvidia, платформу SLI[en]. Вона дозволяла використовувати другу відеокарту на материнських платах із двома PCI-E слотами (чипсети мають бути сумісними із ATI Crossfire режимом роботи), здатна об'єднувати потужність двох карток для приросту функціональної ефективності шляхом використання різниці опцій рендерингу. Також можна в наявний 3-й PCI-E слот вставити ще третю відеокарту, для прискорення ігрової фізики або інших додаткових можливостей.[4]
- FireGL — запущена в 2001 після викуплення у Diamond Multimedia[en], і продовжують випускатися AMD. Є професійними CAD/CAM відеокартами для робочих станцій.
- FireMV — призначені для робочих станцій, де необхідні багатомоніторні рішення, але тільки із 2D прискоренням. Як правило базуються на низькорівневих рішеннях із серії Radeon.

### Платформа ти чипсети персональних комп’ютерів
- IGP 3x0, Mobility Radeon 7000 IGP — перший чипсет ATI, забезпечувався 7-рівневим 3D графічним процесором.
- 9100 IGP — друге покоління системних чипсетів. Це був перший повний набір чипсетів для материнських плат, який також включав південний міст — IXP250. Також включалося оновлених графічних процесорів із підтримкою DirectX 8.1. [5]
- Xpress 200/200P — серія чипсетів для процесорів класу Athlon 64 та Pentium 4 із підтримкою протоколу SATA, шиниPCI Express та вбудованою графікою рівня DirectX 9.0 (на той момент перший інтегрований графічний процесор такого рівня).[6]
- Xpress 3200 — подібний до чипсету Xpress 200, але розроблений для підтримки CrossFire функціональності.
  - чипсети AMD 580X CrossFire — AMD версія чипсету Xpress 3200 після придбання компанії ATI.
- серії чипсетів 690G, Xpress 1250 — чипсети для відповідно AMD та Intel платформ. Забезпечувалися DirectX 9 інтегрованим графічним процесором на основі Xpress 200[7] та вперше забезпечувалося підтримку HDMI інтерфейсу на материнських платах без застосування додаткових чипів.
- серія чипсетів AMD 700 — виключно для підтримки AMD процесорів: серія із підтримкою Phenom процесорів та платформи AMD Quad FX (790FX), чипсет для ентузіастів (790X), із вбудованим відеоядром (790GX, 780G, 740G) та звичайні чипсети (770, 740) для однієї відеокартки в системі, і призначених для застосування у загальновживаних та цінних комп'ютерних систем.

На додаток до вищесказаного про чипсети ATI можна додати про угоду яка мала з'єднувати виробництва процесорів і материнських плат в 2005 році, між Asus та Intel, для створення вбудованих 3D графічних рішень для платформи Intel і мала базуватися на лінійці материнських плат із настільними процесорами від Pentium M до Intel Core та Intel Core 2, та на чипсетах D101GGC і D101GGC2 (кодові імена «Grand County» (Великий Край)), які за основою були Radeon Xpress 200 чипсетами. Проте плати високого рівня забезпечуються чипсетами із Інтел-івськими інтегрованими графічними процесорами серії GMA. Вважається що угода між Інтел та ATI Technologies була офіційно закінчена після придбання останньої компанією AMD в червні 2006. Натомість Інтел сповістили про початок співробітництва із компанією SiS, яка забезпечувала чипсети із вбудованим графічним процесором (чипсети D201GLY, кодове ім'я «Little Valley» — Маленька Долина) платформа для початкових комп’ютерних систем, які замінили серію чипсетів «Grand County».

### Мультимедійні рішення та цифрове телебачення
- серія All-In-Wonder — сімейство графічних карт із об’єднаними ТВ-тюнером та Radeon графічним процесором на одній платі. Було зняте з виробництва, і перевипускалося в червні 2008 під назвою All-In-Wonder HD.
- ТВ тюнери.
  - TV Wonder та HDTV Wonder — сімейство чипсетів, які забезпечують отримання різноманітних аналогових та цифрових телсигналів (PAL, NTSC, ATSC, DVB-T та багато інших), технологією AVIVO першого покоління, підтримкою CableCARD та технологіями Clear QAM.(у серпні 2008 всі патенти й напрацювання в сфері телекомунікацій було продано компанії Broadcom)
  - Theatre — сімейство QAM і VSB демодуляторів готових для Цифрових Кабелів та ATSC стандартів оточення.
- Xilleon — A 32-бітовий MIPS процесор можливістю апаратного MPEG2, H.264 та VC-1 кодування та декодування.
- Remote Wonder — серія бездротових пультів керування для мультимедійних продуктів ATI. Як правило використовуються радіочастоти для зв’язку із пристроями, на відміну від загальновживаного використанн ІК.

### Графічні рішення для ігрових консолей
- Flipper — Ігрова приставка Nintendo GameCube забезпечувалася 3D акселератором, який був розроблений ArtX, Inc (була викуплена ATI під час розробки цього GPU). Flipper за своїми можливостями подібний до чипів рівня Direct3D 7. В ньому були 4 рендерингових конвеєри із апаратною обробкою трансформацій та освітлення, та деякою обмеженою функціональністю піксельних шейдерів.	Новаторський чип мав 3 МіБ вбудованої надшвидкої 1T-SRAM пам’яті із низькою затримкою (6.2 ns) для використання в текстурах і для фреймбуфер-/Z-буфер-изації основної пам’яті завдяки 10.4 ГБ/секунду шиною пропускання (неймовірно швидко, як для того часу). Flipper було розроблено за участі команди Nintendo 64 Reality Coprocessor, які відділилися від Silicon Graphics. Потім команда розробників Flipper перейшла до ATI і внесли значний внесок в розробку Radeon 9700.
- Xenos — заказний графічний чип для Microsoft-івської ігрової відеоприставки Xbox 360, також відомий як «R500» або «C1». Деякі з особливостей даного графічного рішення є вбудована динамічна ОЗУ (EDram). Xenos також забезпечений функцією “True Unified Shader Architecture” («Єдина Уніфікована Шейдерна Архітектура»), яка динамічно завантажує залишки піксельних і вершинних обробок у блок ідентичних за здатністю обраховувальних одиниць. Це істотно відрізняється від попереднього покоління графічних чипів для ПК, які мають окремі блоки процесорів для їх індивідуального виконання (вершина/фрагмент). Ще однією особливістю в Xenos є апаратна поверхнева теселяція — розділення поверхонь на менші трикутники, з точки зору функціональності дуже подібна до технології TruForm , але функціонально більш розширена, деякі можливості не представленими навіть у найактуальніших специфікаціях DirectX 10. Графічні процесори покоління Radeon R600 (а потім і подальші) успадкували більшу частину функцій, представлених в Xenos, за винятком EDram.
- Hollywood — наступник Flipper-у. Складова останньої ігрової консолі Wii від Nintendo.

### Чипсети для портативної техніки
- Imageon — SoC, розроблена та представлена в 2002 році для застосування інтегрованих 2D та 3D графічних рішень у портативних приладах, мобільних телефонах та планшетних комп'ютерах. Наразі топова лінійка даного графічного рішення складається із серій Imageon 2298 та 2300. Перша дозволяє записувати та відтворювати відеопотік в DVD якості, ТВ-вихід та підтримку цифрових камер із роздільною здатністю до 12 Мегапікселів; друга — ще й підтримку специфікації OpenGL ES 1.1+. Після поглинання ATI компанією AMD в 2006 році лінійка була перейменована в AMD Imageon.
- Imageon TV — в лютому 2006 року представлене розширення лінійки Imageon, яке призначалося для портативних пристроїв. Основною особливістю стала підтримка сигналів цифрового телебачення (DVB-H) портативними пристроями, тобто чипсет містив тюнер, демодулятор, декодер, та повний програмний стек, які ефективно реалізувалися на одному чипі.
- Крім того всього, ATI постійно забезпечують 2D та 3D графічні компоненти для інших постачальників, а саме Qualcomm[8], в чипсетах серії MSM7000 для портативних пристроїв, та Freescale для їхніх i.MX процесорів [9].
- В травні 2006 року ATI оголосили, що вони продали більш ніж 100 мільйонів 'медіа співпроцесорів для мобільних телефонів'[10], що значно більше ніж у прямих конкурентів ATI — NVIDIA. А в грудні 2007 року відзвітувалися, що починаючи із 2003 року ATI відвантажили більш ніж 200 мільйонів чипсетів Imageon [11].

### Високопотужні обрахунки
- AMD FireStream, в оригіналі ATI Firestream, і потім перемарковано, як AMD Stream Processor — короткотривалі обрахунки, які використовуючи концепцію багатопоточної обробки даних за допомогою апаратного інтерфейсу Close to Metal (CTM).

## Драйвери графіки для ATI
Наразі ATI забезпечують власними патентованими драйверами, які називаються ATI Catalyst, для операційних систем Microsoft Windows Vista та Windows XP, Mac OS X, і Linux. Користувачі Linux мають на вибір два варіанти: старі закриті (для карт на чипові R200 та новіші, мають досить погану якість в порівнянні з аналогами драйверів для Windows XP), та нові відкриті (для карт на чипові R480 та старіші) драйвери. 
В офіційному інтерв’ю з AMD на ресурсі Hal Speed, було висловлене припущення про те, що AMD зробить рішучі кроки, щоб принаймні функціональна частина драйверів ATI були з відкритим вихідним кодом. Проте злиття із AMD вже завершено, а новостворений графічний підрозділ (в минулому ATI) не планує випустити їх як драйвер з відкритим вихідним кодом: 
Цитата: Власні розробки в сфері оптимізації апаратної частини кожного графічного рішення є нашими запатентованими здобутками, які ми надаємо нашим клієнтам, і ми не плануємо випустити їх в драйвери з відкритим вихідним кодом. Крім того, такі мультимедійні елементи, як захист вмісту, за самою своєю природою, не може бути дозволеним для відкриття вихідних кодів. https://archive.today/20130119163352/http://news.com.com/2061-10791_3-6104655.html